# 笠原倫
笠原 倫（かさはら りん、1956年（昭和31年）6月16日 - ）は、日本の男性漫画家、漫画原作者。神奈川県出身。別名義にRIN（リン）。

## 経歴・人物
新田たつおのアシスタントを経て1980年、『週刊漫画アクション増刊号』にて「聖職愚連隊」でデビュー。以後、幼年誌から青年漫画雑誌まで、活動の幅は広い。オリジナル作品と並行してノンフィクション作品を多数手がけている。
1980年代後半から1990年代にかけてコンスタントにオリジナルの連載作品を発表するものの、アニメ（OVA）化された『女郎』以外、これといったヒットに恵まれず、2000年代に入ってからは読み切りや書き下ろしの原作付き作品を手がけることが多くなっていった。
2010年、転機が訪れる。同業者で20年来の親交をもつ板垣恵介の言葉によれば「マンガで稼ぎ続けることが難しい状況で、廃業すら考えていた」中、ペンネームをRINに改め、板垣と合作した『どげせん』が、その斬新な設定が連載当初から話題を集め、単行本も累計70万部の大ヒットとなり、劇的な復活を果たした。そして、同作以降はRIN名義で作品を発表し続けている。

## 作品リスト
※★＝RIN名義

### 単行本
- 移動交番175（1980年 - 1983年、100てんコミック、双葉社）
- BMXハリケーン（1985年、フレッシュジャンプ、創美社）[3]
- タスク（1987年 - 1988年、月刊少年チャンピオン、秋田書店） 全3巻
- 蛮勇なり（1988年 - 1989年、ヤングチャンピオン、秋田書店）
- 密凶戦線サンガース（1989年 - 1990年、週刊少年チャンピオン、秋田書店） 全7巻
- 唇にパンク（1991年 - 1992年、週刊少年チャンピオン、秋田書店） 全5巻
- 女郎（1992年 - 1994年、週刊少年チャンピオン、秋田書店） 全14巻
- ×物語(バツものがたり)（1995年 - 1996年、チャンピオンジャック、秋田書店）
- スキッパー ─危険人物─（1997年、プレイコミック、秋田書店、原作：鍋島雅治）
- おちゃんコギャル高野華（1997年、アクションピザッツ?、双葉社）
- ハイブリッド極道侠子がイク（1998年 - 1999年、?、スコラ）
- 保険調査官・猟（2002年1月 - 7月、週刊漫画TIMES、芳文社、原作：西川つかさ）
- 不肖・宮嶋!撮らずに死ねるか（2001年9月 - 2002年、ヤングアニマル、白泉社、原作：宮嶋茂樹）
- 「プロジェクトX〜挑戦者たち〜」シリーズ（2003年 - 2006年、書き下ろし、宙出版、原作・監修：NHKプロジェクトX制作班）
- リスク エンドレス・ドラッグ・ウォーズ（2003年、漫画ゴラクネクスター、日本文芸社）
- 黒い太陽（2006年3月 - 2007年6月、週刊漫画サンデー、実業之日本社、原作：新堂冬樹）
- 「実録 東声会」シリーズ（2007年9月・2008年1月・2010年11月、書き下ろし、コアマガジン、監修：真樹日佐夫）
- 君たちに明日はない（2008年6月 - 2009年1月、週刊漫画サンデー、原作：垣根涼介）
- トラック野郎シリーズ外伝　コンドル超特急（エクスプレス）（2008年4月 - 2009年2月、カミオン、芸文社、原作：鈴木則文）★
- 続 黒い太陽 女王蘭（2009年5月 - 2010年3月、週刊漫画TIMES、芳文社、原作：新堂冬樹）
- どげせん（2010年11月 - 2011年10月、週刊漫画ゴラク、日本文芸社、企画・全面協力：板垣恵介）★
- どげせんR（2012年3月 - 2013年1月、ヤングキング、少年画報社）★

### 単行本未収録
連載
- 53課の男（1987年8月- 9月、週刊少年チャンピオン、全4話）
- ファイティング・ムーン 知られざる格闘技伝説 / 閃光の格闘家伝説（1996年6月 - 1997年、チャンピオンジャック）
- ジェンマ（2000年2月 - 、ヤングマガジン）
- アニィCRAZY（2001年3月 - 、ヤングアニマル嵐、原作：山内雪奈生）
- レッスル青梅線（1995年10月 - 12月、週刊ヤングサンデー、全5回）
- 無頼×天使（1999年、近代麻雀ゴールド）
- サカマン（2000年10月 - 12月、コミックバウンド、全5回*掲載誌が休刊）
- 映像影法師（2002年10月 - 2003年1月、週刊漫画TIMES、シナリオ協力：横山アキラ）
- 平成マネー極道 沈め屋（2005年5月 - 2006年3月、週刊漫画サンデー）

読み切り・短期集中連載
- ボランティア武闘派（1985年、漫画アクション増刊Light）
- ジェンマ THE PASTAMAN
（1999年10月、ヤングマガジン、全3回 & 別冊ヤングマガジン、読切）
（2000年8月、ヤングマガジンKANSAI、読切）
- 復活 The Long and Winding Road（2000年3月、ヤングアニマル、全2回、原作：中村ジン）
- モンブラン（2000年6月、ヤングアニマル増刊嵐、読切）
- 豪振王〜中村紀洋物語〜（2000年7月 - 8月、ヤングアニマル、全3回、監修：永谷修）
- 青い目のケンシロウ 実録ジョシュ・バーネット物語（2004年6月、コミック格闘王、読切）
- アンダーカバー刑（2004年6月、週刊漫画サンデー、全4回）
- ファイナリスト〜高野進物語〜（2004年7月、ヤングアニマル、全3回、原作：二宮清純）
- ゴロマブ喧嘩達人・岩崎（2004年12月、月刊少年チャンピオン、読切）
- スパイラル 氷上の舞姫（2007年7月、週刊漫画サンデー、全2回）
- 静かならざるオトン（2009年2月、週刊漫画サンデー、読切）- 静かなるドン連載1000回記念特大号
- イタバキ（2010年3月、週刊少年チャンピオン、読切） - 板垣恵介画業20周年刃牙記念特大号
- 自死防（2011年11月、漫画アクション、読切、協力：山内雪奈生）★
- ゴルジャン戦争（2013年2月 、近代麻雀オリジナル、読切）★

### 原作
- タオの緑（2001年 - 2004年、月刊少年チャンピオン、秋田書店、作画：神谷隆光）
- とりしまっていこー!（2012年2月 - 2013年3月、ヤングアニマル、白泉社、作画：萩尾ノブト）★
- アディッショナルタイム（2013年5月17日配信、読み切り、ヤングアニマルDensi、白泉社、作画：原山久志）★

## 出演

### テレビ番組
- 渡辺篤史の建もの探訪（2003年11月8日、テレビ朝日） - 自宅紹介[4]

## 関連人物
- 新田たつお - デビューまでの間、アシスタントを務めた。
- 横山アキラ - 元アシスタント。プロデビュー後『映像影法師』で合作。
- 板垣恵介 -『週刊少年チャンピオン』板垣恵介画業20周年特大号に盟友として板垣恵介漫画秘話「イタバキ」を寄稿。その後『どげせん』を合作。